# Notobryon wardi
Notobryon wardi Odhner, 1936 è un mollusco nudibranchio della famiglia Scyllaeidae.